# 9020 Eucryphia
9020 Eucryphia (1987 SG2) là một tiểu hành tinh vành đai chính được phát hiện ngày 19 tháng 9 năm 1987 bởi E. W. Elst ở Smolyan.